# Glossario di elettrotecnica
Il presente glossario contiene termini usati nel campo dell'elettrotecnica e delle materie affini ad essa.

## A

### A
Simbolo dell'ampere, unità di misura di base dell'intensità di corrente elettrica.

### Accumulatore
Apparecchiatura elettrica in grado di immagazzinare energia elettrica e cederla nel tempo sotto forma di corrente continua. A differenza delle pile che una volta scariche non si possono più utilizzare, l'accumulatore può caricarsi e scaricarsi più volte.

### Alimentazione (dei servizi) di sicurezza
Sistema elettrico inteso a garantire l'alimentazione di apparecchi o parti dell'impianto necessari per la sicurezza delle persone. Il sistema include la sorgente, i circuiti e gli altri componenti elettrici. Il tempo d'intervento nel quale si rende disponibile l’alimentazione automatica dei servizi di sicurezza, può variare fra 0,15 secondi e tempi superiori a 15 secondi secondo criteri relativi alla necessità della continuità del servizio o della accettabilità di interruzioni più o meno brevi dell'alimentazione elettrica.

### Alimentazione di riserva
Sistema elettrico inteso a garantire l'alimentazione di apparecchi o parti dell'impianto per motivi diversi dalla sicurezza delle persone. Nel linguaggio corrente si usa la dizione "emergenza", che assorbe le due dizioni sicurezza e riserva.

### Alternatore
Macchina elettrica rotante sincrona che trasforma energia meccanica di rotazione in energia elettrica a corrente alternata.

### Anodo
In corrente continua, l'elettrodo sul quale avviene una semireazione di ossidazione, che è di segno positivo ( + ) nel caso di una cella elettrolitica e di segno negativo ( - ) nel caso di una pila o di una cella galvanica.

### Apparecchiatura
Insieme di componenti dell’impianto destinati ad essere inseriti in un circuito elettrico per realizzare una o più delle seguenti funzioni: protezione, comando, sezionamento e connessione..

### Attributi del valore
- Nominale

Attributo della denominazione di una definita grandezza di un sistema o di un suo componente quando col valore della grandezza si intende caratterizzare il sistema o il componente. I valori nominali fanno pertanto parte della caratterizzazione e della denominazione del sistema o del componente e come tali sono riportati nei loro documenti descrittivie sulla targa.
- Normale

Prescritto, raccomandato o indicato dalle norme.
- Effettivo

Significato secondo il vocabolario ordinario; da usare di preferenza rispetto a reale, concreto ecc. Il valore effettivo è generalmente determinabile soltanto con l'approssimazione raggiunta dagli strumenti di misura o dai metodi di calcolo impiegati.
- Ideale o teorico

Che si tende a raggiungere. ll valore ideale è privo di tolleranza.
- Valutato

Stimato in base a concetti statistici.
- Presunto

Determinato in condizioni ideali specificate.
- Aggiustato

Prescelto mediante un apposito organo.
- Regolato

Che si tende a mantenere costante.
- Di picco o di cresta

Massimo fra i massìmi.
- Di valle

Minimo fra i minimi.

### Autotrasformatore
Particolare tipo di trasformatore, monofase o trifase, nel quale l'avvolgimento primario e l'avvolgimento secondario sono metallicamente connessi. Fra i due avvolgimenti non esiste quindi isolamento galvanico.

## B

### Bachelite
Materiale con caratteristiche isolanti termoelettriche che, principalmente in passato, l'hanno vista utilizzata largamente in elementi elettrotecnici, interruttori elettrici, prese elettriche, manici di pentolame, apparati di radioricezione, ed altri.

### Badenia
Dispositivo elettrico a campana il cui volume sonoro è molto più intenso di un comune campanello. In genere è utilizzata come suoneria supplementare in ambienti rumorosi. Ne esistono per corrente continua e per corrente alternata e con tensioni iverse di funzionamento.

### Black-start up (gruppi idonei al -)
Capacità di alcuni impianti di produzione, generalmente idroelettrici o turbogas, di avviarsi autonomamente in totale assenza di tensione nella rete elettrica.

### Borsa elettrica
Detto anche mercato all'ingrosso dell'energia elettrica, è il sistema di vendita di energia all'ingrosso che determina quali sistemi di generazione o impianti sono chiamati ad incontrare la domanda in ogni momento e determinare quindi il prezzo dell'energia in quel determinato istante.

## C

### Catodo
In corrente continua, l'elettrodo sul quale avviene una semireazione di riduzione, che è di segno negativo ( - ) nel caso di una cella elettrolitica e di segno positivo ( + ) nel caso di una pila o di una cella galvanica.

### Cabina elettrica secondaria
Officina elettrica connessa a sistemi elettrici di I e II categoria (bassa e media tensione), destinata ad almeno una delle seguenti funzioni: trasformazione, conversione, regolazione o smistamento dell’energia elettrica.

### Centrale
Un impianto di produzione di energia elettrica comprendente una o più unità di generazione (unità/gruppi), anche se separate, di proprietà e/o controllato dallo stesso produttore e/o autoproduttore.

### Ciclo
In un circuito a corrente alternata, la corrente stessa si muove all'interno di un conduttore prima in un verso e poi nell'altro (da qui il nome di alternata ). Pensando ad un pendolo, possiamo dire che un ciclo corrisponde ad una oscillazione completa del pendolo e per analogia in elettrotecnica un ciclo è un periodo completo della corrente alternata. Quando si dice che la corrente nelle nostre case ha una frequenza di 50 cicli al secondo, s'intende che in un secondo la corrente compie 50 oscillazioni complete.

### Circuito elettrico (di un impianto)
Insieme di componenti di un impianto alimentato da uno stesso punto e protetto contro le sovracorrenti da uno stesso dispositivo di protezione.

### Circuito di distribuzione
Circuito che alimenta un quadro di distribuzione.

### Circuito terminale
Circuito direttamente collegato agli apparecchi utilizzatori o alle prese a spina.

### Cliente finale
Persona fisica o giuridica che acquista energia elettrica esclusivamente per uso proprio.

### Componente elettrico
Dispositivo che per funzionare interagisce con l'energia elettrica e che è utilizzato come componente di un impianto elettrico o come apparecchio utilizzatore..

### Conduttore di neutro
Conduttore collegato al punto neutro del sistema, che partecipa alla distribuzione dell'energia elettrica e che mette a disposizione una tensione diversa da quella esistente fra le fasi.

### Conduttura
Insieme costituito da uno o più conduttori elettrici e dagli elementi che assicurano il loro isolamento, il loro fissaggio e la loro eventuale protezione meccanica.

### Contatto elettrico diretto
Contatto con una parte d'impianto elettrico normalmente in tensione: un conduttore, un morsetto.

### Contatto elettrico indiretto
Contatto con una parte dell'impianto elettrico normalmente non in tensione, che ha assunto accidentalmente una tensione elettrica pericolosa dovuta a guasto dell'isolamento principale.

### Corrente nominale (di un'apparecchiatura)
Corrente d'ingresso dell'apparecchiatura dichiarata dal costruttore.

### Corrente di sovraccarico
Sovracorrente che si verifica in un circuito elettricamente sano.

### Corrente di corto circuito franco
Sovracorrente che si verifica a seguito di un guasto che stabilisca una connessione di impedenza trascurabile fra due punti fra i quali esiste tensione in regolari condizioni di esercizio.

### Corrente convenzionale di (non) funzionamento di un dispositivo di protezione
Valore limite per il quale il dispositivo, in specificate condizioni, sicuramente (non) funziona entro un tempo specificato.

### Coefficiente di contemporaneità
Coefficiente che, applicato alla somma delle potenze prelevate dai singoli utilizzatori, dà la potenza da prendere in considerazione per il dimensionamento dei circuiti.

### Corrente di impiego di un circuito
Valore della corrente da prendere in considerazione per la determinazione delle caratteristiche degli elementi di un circuito. In regime permanente essa corrisponde alla massima potenza da trasmettere; in regime variabile si considera la corrente termicamente equivalente, che in regime permanente porterebbe gli elementi del circuito alla stessa temperatura.

## D

### Diagramma di carico
Andamento della potenza istantanea assorbita in un tempo definito (1 ora, 24 ore, 1 mese, 1 anno).

### Dielettrico
Detto anche materiale dielettrico, isolante elettrico che può essere polarizzato da un campo elettrico applicato.

### Dinamo
Macchina elettrica rotante che trasforma energia meccanica di rotazione in energia elettrica a corrente continua.

### Diodo
Componente elettronico passivo non-lineare a due terminali (bipolo), la cui funzione ideale è quella di permettere il flusso di corrente elettrica in un verso e di bloccarla quasi totalmente nell'altro

### Dispacciamento
Attività diretta ad impartire disposizioni per l'utilizzazione e l'esercizio coordinato degli impianti di produzione e della rete di trasmissione dell'energia elettrica, nonché dei servizi ausiliari.

## E

### Effetto chimico (della corrente elettrica)
Proprietà che si ottiene facendo passare la corrente elettrica attraverso liquidi nei quali siano stati disciolti composti chimici, ottenendo in tal modo la separazione degli elementi componenti. Si usa nell'argentatura, nella cromatura, ecc.
Questo effetto causa inoltre la divisione degli ioni positivi e di quelli negativi.
Questo si può notare immergendo in acqua distillata un conduttore di secondo tipo gli ioni positivi si dirigeranno verso il conduttore elettrizzante negativo e quelli negativi viceversa.

### Effetto luminoso (della corrente elettrica)
Proprietà che si ottiene riscaldando, ad esempio, il filamento di una lampadina, portandolo ad una temperatura tale da fargli emettere energia luminosa.

### Effetti fisiologici (della corrente elettrica)
Il passaggio di corrente elettrica nel corpo umano determina fondamentalmente quattro effetti fisiologici:
- Tetanizzazione;
- Arresto della respirazione;
- Fibrillazione ventricolare;
- Effetti termici (ustioni).

### Effetto magnetico (della corrente elettrica)
Quando la corrente elettrica attraversa un conduttore, crea attorno al conduttore stesso un campo magnetico simile a quello di una calamita. È l'effetto magnetico, che viene sfruttato per far funzionare i trasformatori, i motori, i generatori ecc. Ogni corrente elettrica si contorna di un campo magnetico: le linee del campo magnetico sono sempre delle linee chiuse intorno al conduttore percorso da corrente e la loro forma dipende dalla configurazione geometrica dell’intero circuito elettrico che concorre alla produzione del campo magnetico.

### Effetto termico (della corrente elettrica)
La corrente elettrica può sviluppare calore. Questo effetto lo si sfrutta per far funzionare le stufe elettriche, i ferri da stiro e altre apparecchiature dotate di resistenze.
le formule sono:
w=v*i*t p=v*i q=c*m* delta t

## F

### Fondo scala
In uno strumento di misura, il fondo scala rappresenta il limite superiore del campo di misura e prende anche il nome di massima portata di una determinata scala,ovvero quando l'ago si porta all'estrema destra della scala stessa. Se a causa di applicazioni errate l'ago finisce oltre il fondo scala, se ne determina la rottura o la deformazione.

### Frequenza
La frequenza di una corrente elettrica alternata indica quanti cicli vengono compiuti in un secondo. Si misura in hertz (Hz). La corrente elettrica in Italia ha una frequenza di 50 Hz, cioè compie 50 cicli in un secondo.

### Frequenza nominale
Frequenza di alimentazione primaria dichiarata dal costruttore.

## G

### Generatore elettrico
Macchina elettrica capace di trasformare in energia elettrica un'altra forma di energia. Se la forma di energia trasformata in energia elettrica è l'energia meccanica, si tratta di un generatore elettromeccanico (dinamo, alternatore). Se la forma di energia trasformata in energia elettrica è l'energia chimica, si tratta di un generatore elettrochimico (pile, accumulatori elettrici di vario tipo, ecc.).

### Generatore ideale
Generatore ideale di corrente è un ipotetico generatore elettrico in grado di mantenere una intensità di corrente costante (o comunque un prefissato andamento in funzione del tempo) fra i suoi poli indipendentemente dal carico resistivo al quale è connesso.

### Grandezza periodica o ciclica
Grandezza che assume valori uguali a intervalli di tempo uguali (periodo).

### Grandezza pulsante - componente continua e componente alternata
Grandezza periodica a valor medio non nullo. Una grandezza pulsante risulta composta da una componente continua e da una componente alterna; la componente continua è il valor medio della grandezza, calcolata su un periodo, e la componente alternata è il residuo ottenuto togliendo dall'andamento originale complessivo la componente continua.

### Guasto
Evento che consiste nel venire meno della capacità a svolgere la funzione richiesta.

## H

### Induttanza

#### [H] =  V s / A
In un induttore di 1 henry, una variazione di corrente di 1 ampere al secondo genera una forza elettromotrice di 1 volt.
L'henry (simbolo H) è l'unità di misura dell'induttanza elettrica nel Sistema Internazionale, inoltre è utilizzato per misurare la permeanza.
Il suo inverso misura la dissuadenza (o inertanza) e la riluttanza.

## I

### Impianto elettrico
Complesso di componenti elettrici aventi caratteristiche elettriche fra di loro coordinate, realizzato al fine di soddisfare un determinato scopo (alimentazione elettrica di un appartamento, di un complesso industriale, di una macchina utensile, ecc.).

### Interruttore
Apparecchio di manovra impiegato per interrompere o ripristinare la continuità metallica di un circuito elettrico percorso da corrente elettrica, per questo quindi dotato di dispositivi atti ad interrompere rapidamente l'arco elettrico che si forma. Lo stato di apertura o chiusura di un interruttore è verificabile attraverso indicazioni apposte sul suo involucro o attraverso segnalazioni riportate a distanza.

## J

### Joule
Effetto Joule essa è causa della perdita di energia nelle linee di trasporto dell'elettricità e in generale di qualsiasi circuito, nonché abbatte il rendimento delle macchine elettriche.

## L

### Lavoro elettrico
Intervento su impianti o apparecchi con accesso alle parti attive (sotto tensione o fuori tensione) nell’ambito del quale, se non si adottano misure di sicurezza, si è in presenza di un rischio elettrico.

### L
Di norma L rappresenta il coefficiente di autoinduzione (o più semplicemente chiamata induttanza) definito come il rapporto tra il flusso magnetico e la corrente.

### Load rejection (o Rifiuto di carico)
Sequenza di manovre, riguardante i gruppi termoelettrici, attivata dall'apertura dell'interruttore del gruppo, o della sezione, in seguito a disservizi gravi riguardanti la rete.

### Lux
Unità di misura dell'illuminamento prodotto da una sorgente luminosa in un'area.
Più specificamente il lux è l'illuminamento prodotto dal flusso luminoso di 1 lumen su una superficie di un metro quadro. Il simbolo è lx.

## M

### Macchina elettrica
Una macchina elettrica è una macchina, intesa come sistema fisico in cui avvengono trasformazioni di energia da una forma all'altra, nella quale almeno una delle forme di energia ricevuta o resa è di natura elettrica.

### Mobilità dell'apparecchiatura

#### Apparecchiatura mobile
Apparecchiatura che è:
- o di massa inferiore o uguale a 18 kg e non installata in modo fisso;
- o munita di ruote, rotelle o di altri mezzi per facilitarne lo spostamento da parte dell'operatore che utilizza l'apparecchiatura quando ciò è necessario per il suo funzionamento.[32]

### Mica
La mica è un minerale che può essere suddiviso molto finemente in maniera da formare lastre trasparenti che sono usate come isolante nell'elettrotecnica. Data la sua caratteristica di notevole resistenza al calore, la mica viene impiegata negli apparecchi termoelettrici.

### Motore elettrico
Macchina elettrica rotante che trasforma energia elettrica in energia meccanica di rotazione resa disponibile sull'asse del motore.

## N

### Nichelina
La nichelina è una lega metallica per resistenze elettriche, che contiene il 56% di rame e il 44% di nichel. La sua resistività è di circa 0,42 ohm mm2/m.

### Nominale (attributo del valore)
Attributo della denominazione di una definita grandezza di un sistema o di un suo componente quando col valore della grandezza si intende caratterizzare il sistema o il componente. I valori nominali fanno perltro parte della caratterizzazione e della denominazione del sistema o del componente e come tali sono riportati nei loro documenti descrittivi e sulla targa.

## O

### Officina elettrica
Una officina elettrica o officina di produzione di energia elettrica è un impianto di produzione di energia da fonti rinnovabili con potenza di picco superiore ai 20 Kw.

## P

### Parti simultaneamente accessibili
Conduttori o parti conduttrici che possono essere toccati simultaneamente da una persona. Parti simultaneamente accessibili possono essere: parti attive, masse, masse estranee, conduttori di protezione, collettori di terra, pavimenti e pareti non isolanti. La norma CEI 64/8 considera parti simultaneamente accessibili quelle che si trovano a distanza inferiore a 2,5 metri, sia in verticale che in orizzontale, e che quindi potrebbero - convenzionalmente - essere toccate contemporaneamente da una persona.

### Periodo
Intervallo di tempo necessario affinché un'onda o un fenomeno periodico ritorni al suo stato iniziale.

### Persona addestrata
Persona avente conoscenze tecniche o esperienza, o che ha ricevuto istruzioni specifiche sufficienti per permetterle di prevenire i pericoli dell'elettricità, in relazione a determinate operazioni condotte in condizioni specificate. Il termine addestrato è pertanto un attributo relativo a:
- al tipo di operazione;
- al tipo di impianto sul quale, o in vicinanza del quale, si deve operare;
- alle condizioni ambientali, contingenti o di supervisione da parte di personale più preparato.[44]

### Profilo di carico (o diagramma di carico)
Grafico che rappresenta l’andamento temporale della potenza elettrica e di conseguenza dell'energia elettrica che l'utenza utilizza in un determinato periodo di tempo, per esempio un giorno o un mese, che può variare in funzione di parametri quali tipologia di utenza, stagione, abitudini di vita, numerosità di utenze prese in esame. Il profilo di carico può essere anche chiamato curva di permanenza del carico, concetto simile alla curva di carico laddove la stessa informazione sia presentata in forma diversa.

## R

### Raddrizzatore
Il raddrizzatore è un dispositivo capace di trasformare una corrente alternata in corrente unidirezionale.

### Resistenza di terra
Rapporto fra la tensione totale di terra e la corrispondente corrente di terra.

### Rete di distribuzione
Impianto destinato alla distribuzione dell'energia elettrica agli impianti utilizzatori. Si distinguono una rete di distribuzione pubblica e una rete di distribuzione interna, rispettivamente a monte e a valle dell'origine dell'origine dell'impianto utilizzatore.

## S

### Scossa elettrica
Effetto fisiologico derivante alle persone da un contatto diretto o indiretto.

### Sezionatore
Apparecchio di manovra a due posizioni stabili, una di aperto e una di chiuso, impiegato per interrompere o ripristinare la continuità metallica di un circuito elettrico non percorso da corrente elettrica o di entità trascurabile, ma che può essere o meno sotto tensione. Lo stato di apertura o di chiusura di un sezionatore deve essere ben riconoscibile mediante osservazione visiva dei suoi contatti, indipendentemente dalla ripetizione a distanza della segnalazione di stato di apertura o chiusura. In posizione di aperto deve essere assicurata la stabilità della posizione e una determinata distanza fra i contatti in modo da garantire condizioni sicurezza.

### Sezionatore sotto carico
Apparecchio di manovra impiegato per interrompere o ripristinare la continuità metallica di un circuito elettrico percorso da corrente elettrica di modesta entità, ad esempio la corrente capacitiva che si instaura, in assenza di carico, all'apertura di lunghe linee in cavo in media tensione. Trattandosi di un tipo particolare di sezionatore, lo stato di apertura o di chiusura di questo apparecchio deve essere ben visibile mediante osservazione visiva dei suoi contatti, indipendentemente dalla eventuale ripetizione a distanza della segnalazione di stato di apertura o chiusura.

### Sistema elettrico
Parte di impianto elettrico formata dall'insieme dei componenti elettrici, (apparecchi di manovra, conduttori, macchine elettriche, ecc.) aventi la stessa tensione nominale. Nel caso di corrente alternata, il valore che definisce la tensione nominale è quello efficace. Inoltre, per i sistemi trifase, si considera la tensione concatenata. Nel normale esercizio di un impianto, la tensione effettiva di funzionamento è generalmente diversa da quella nominale, principalmente a causa delle cadute di tensione e della variabilità dei carichi.
I limiti di tolleranza permessi dipendono dal valore della tensione nominale: nel caso di sistemi elettrici a bassa tensione, questi limiti sono precisati nella norma CEI 8-6 e sono pari a ±10% in condizioni ordinarie di esercizio.
In base alla tensione nominale (valore al quale sono riferite le caratteristiche) i sistemi possono essere di:
- categoria 0, quando la tensione nominale è minore o uguale a 50 V in c.a. o a 120 V in c.c.;
- categoria I (impianti di bassa tensione), quando la tensione è superiore a 50 V fino a 1000 V in c.a. o superiore a 75 V fino a 1,5 kV in c.c.;
- categoria II (impianti di media tensione) quando la tensione nominale è superiore a 1 kV in c.a. e 1,5 kV in c.c. fino a 30 kV;
- categoria III (impianti di alta tensione) quando la tensione nominale è superiore a 30 kV.[49]

Qualora la tensione nominale verso terra sia superiore alla tensione nominale fra le fasi, agli effetti della classificazione del sistema si considera la tensione verso terra.La tensione effettiva può variare entro le abituali tolleranze. I transitori non vengono considerati.
Questa classificazione non esclude la introduzione nelle diverse categorie di limiti intermedi
per ragioni particolari.

### Sistema elettrico nazionale (SEN)
Complesso degli impianti di produzione, delle reti di trasmissione e di distribuzione nonché dei servizi ausiliari e dei dispositivi di interconnessione ubicati sul territorio nazionale.

### Sistema con neutro efficacemente a terra
Sistema nel quale, in caso di guasto a terra, la tensione verso terra delle fasi sane alla frequenza di rete non supera in nessun punto della rete l’80% della tensione concatenata nominale (tensione fase – fase).

### Sistema Semplice di Produzione e Consumo (SSPC)
Insieme dei sistemi elettrici, connessi direttamente o indirettamente alla rete pubblica, all’interno dei quali il trasporto di energia elettrica per la consegna alle unità di consumo che li costituiscono non si configura come attività di trasmissione e/o di distribuzione, ma come attività di autoapprovvigionamento energetico.

### Stazione elettrica
Nodo della rete di trasmissione dell'energia elettrica localizzato in un luogo determinato. La stazione elettrica viene utilizzata sia per ripartire l’energia elettrica tra le linee di una rete, sia per trasferire l’energia elettrica tra reti a tensioni diverse e per trasformare l’energia elettrica alla più bassa tensione utilizzabile dall’utente. In genere comprende le strutture necessarie per la sicurezza e il controllo del sistema (ad esempio, i dispositivi di protezione). A seconda del tipo di rete a cui appartiene, la stazione può essere descritta con la denominazione della rete. Ad esempio: stazione di trasmissione (su una rete di trasmissione), stazione di distribuzione, stazione da 400 kV, stazione da 20 kV.

### Sovracorrente
Corrente elettrica, superiore a quella di servizio continuo, che si presenta in caso di sovraccarico o di corto circuito.

### Strumento di misura magnetoelettrico
Strumento di misura il cui principio di funzionamento è basato sulle azioni magnetoelettriche che si esercitano sui conduttori percorsi da correnti e immersi in un campo magnetico. È costituito da una bobina di sottile filo di rame sospesa, e quindi libera di ruotare su un nucleo di ferro dolce, fra le espansioni polari di un magnete permanente. Per questo motivo è chiamato correntemente "strumento a bobina mobile".

## T

### Tensione di contatto
Tensione alla quale può essere soggetto il corpo umano in contatto con parti simultaneamente accessibili (escluse le parti attive) durante il cedimento dell'isolamento.

### Tensione di contatto limite
Valore massimo della tensione di contatto a vuoto, che convenzionalmente si ritiene possa permanere per un tempo indefinito nelle condizioni ambientali specificate, senza pericolo per le persone.

### Tensione di passo
Tensione che può risultare applicata tra i piedi di una persona alla distanza di un passo (convenzionalmente un metro) durante il cedimento dell’isolamento.

### Tensione nominale (di un'apparecchiatura)
Tensione di alimentazione primaria (nel caso di alimentazione trifase è la tensione tra fase e fase) dichiarata dal costruttore.

### Tensione nominale (di un sistema)
Valore approssimato della tensione utilizzato per designare o identificare il sistema.
Nel caso di impianti elettrici utilizzatori a tensione nominale non superiore a 1 kV ac e 1,5 kV cc: Tensione per cui un impianto o una sua parte è progettato, tenendo conto che la tensione reale può differire dalla nominale entro i limiti di tolleranza permessi. Per i sistemi trifase si considera la tensione concatenata (fase-fase).

### Tensione totale di terra
Tensione che si stabilisce, a seguito di un cedimento dell'isolamento, fra una massa e un punto sufficientemente lontano a potenziale zero.

### Turboalternatore
I turboalternatori sono alternatori impiegati nelle centrali termoelettriche, accoppiati a turbine a vapore o a gas che ruotano con una altissima velocità di rotazione.

### Trasformatore
Macchina elettrica statica che funziona in corrente alternata, destinata a trasformare i fattori della potenza elettrica (tensione elettrica e corrente elettrica) di un circuito elettrico.

### Trasformatore di corrente (TA)
Trasformatore di misura in cui la corrente secondaria, in condizioni di utilizzo normali, è sostanzialmente proporzionale e in fase alla corrente primaria e differisce da questa di un angolo prossimo a zero per un senso appropriato delle connessioni.

### Trasformatore di misura
Macchina elettrica i cui principi di funzionamento sono del tutto identici a quelli del trasformatore ma con caratteristiche costruttive completamente diverse in base alle funzioni svolte.  È destinato ad adattare il circuito sul quale devono essere effettuate misure elettriche alle caratteristiche degli strumenti di misura impiegati o ai circuiti di rilevazione dei guasti per l'intervento delle protezioni. Si distinguono in trasformatori di corrente (TA), se sono destinati a ridurre i valori di intensità di corrente elettrica e trasformatori di tensione (TV) se svolgono funzioni di isolamento galvanico rispetto a medie e alte tensioni.

### Trasformatore di misura combinato
Trasformatore di misura costituito da un trasformatori di corrente (TA) e da un trasformatori di tensione (TV) contenuti nello stesso involucro.

### Trasformatore di tensione (TV)
Trasformatore di misura in cui la tensione secondaria, in condizioni di utilizzo normali, è sostanzialmente proporzionale alla tensione primaria e che in fase differisce da questa di un angolo prossimo a zero per un senso appropriato delle connessioni.

### Trasformatore di tensione non collegato a terra
Trasformatore di tensione che ha tutte le parti dell’avvolgimento primario, compresi i terminali, isolate da terra a un livello corrispondente al proprio livello di
isolamento nominale.

### Trasformatore di tensione collegato a terra
Trasformatore di tensione monofase destinato ad avere un’estremità dell’avvolgimento primario collegata direttamente a terra.

### Trasformatore di sicurezza
Trasformatore realizzato secondo particolari e specifiche norme di sicurezza, il cui secondario non ha punti collegati a terra e nel quale la tensione nominale secondaria a vuoto non supera 50 V, adatto ad alimentare un sistema a bassissima tensione di sicurezza.

## V

### V
Simbolo del volt, unità di misura della differenza di potenziale o tensione elettrica. È definito come la differenza di potenziale esistente tra due sezioni di un conduttore che, percorso dalla corrente elettrica costante di 1 A e senza essere sede di altri fenomeni energetici oltre all’effetto Joule, dissipa nel tratto compreso fra le due sezioni considerate la potenza di 1 Watt.

## Var (voltampere reattivo)
Unità di misura della potenza reattiva in un sistema elettrico in corrente alternata.

### Varmetro
Strumento che misura la potenza reattiva.

## W

### W
Simbolo del Watt, unità di misura della potenza elettrica.